# Brittany Reimer
Brittany Reimer (Victoria, 3 gennaio 1988) è una nuotatrice canadese.

## Carriera
Specializzata nello stile libero, ha vinto due medaglie ai campionati mondiali di Montreal 2005.

## Palmarès
- Mondiali

Montreal 2005: argento negli 800m stile libero e bronzo nei 1500m stile libero.
- Giochi del Commonwealth

Melbourne 2006: bronzo negli 800m stile libero.